# 矿市街街道
矿市街街道，是中华人民共和国河北省石家庄市井陉矿区下辖的一个乡镇级行政单位。

## 行政区划
矿市街街道下辖以下地区：
南纬路社区、中纬路社区、英华街社区、岗头路社区、北纬路社区、矿市街社区、康盛街社区、红纬小区社区、建桥街社区、北门外社区、局机关第一社区、局机关第二社区、三矿第一社区和三矿第二社区。